# Tutow
Tutow je občina v okrožju Demmin, ki spada pod Mecklenburg - Predpomorjansko (Nemčija).